# Николаева, Светлана Владимировна
Светлана Владимировна Николаева (род. 3 июля 1987, Красавино, Вологодская область) — российская лыжница, призёр этапа Кубка мира, призёрка чемпионатов мира среди молодёжи и чемпионатов мира среди юниоров. Мастер спорта. Наиболее успешно выступает в спринтерских гонках. Проживает в посёлке Шипицыно Архангельской области.

## Карьера
На юниорском уровне Николаева была бронзовой медалисткой чемпионата мира в эстафете, а на молодёжном чемпионате мира завоевала две бронзовые медали, в гонке на 10 км классикой и скиатлоне 7,5+7,5 км.
В Кубке мира Николаева дебютировала 27 октября 2007 года, в феврале 2011 года впервые в карьере попал в тройку лучших на этапе Кубка мира, в эстафете. Кроме этого имеет на своём счету 8 попаданий в десятку лучших на этапах Кубка мира, 1 в личных и 7 в командных гонках. Лучшим достижением Николаевой в общем итоговом зачёте Кубка мира является 57-е место в сезоне 2010/11.
12 ноября 2012 года на международном турнире в Инари (Финляндия) Светлана Николаева победила в гонке на 10 км коньковым ходом.
За свою карьеру принимала участие в одном чемпионате мира, на чемпионате мира 2011 года в Хольменколлене заняла 26-е место в гонке на 10 км классическим стилем.
На чемпионате России по лыжным гонкам 2014 года в Тюмени заняла второе место в индивидуальной гонке на 10 км классикой.
Использует лыжи производства фирмы Fischer.